# Castelforte
Castelforte es una localidad italiana de la provincia de Latina, región de Lazio, con 4.524 habitantes.

## Evolución demográfica
| Gráfica de evolución demográfica de Castelforte entre 1861 y 2001 |
|                                                                   |
| Fuente ISTAT - elaboración gráfica de Wikipedia                   |